# Virola sebifera
Virola sebifera Aubl. è un albero della famiglia Myristicaceae che cresce nelle regioni tropicali del centro e sud-America.

## Descrizione

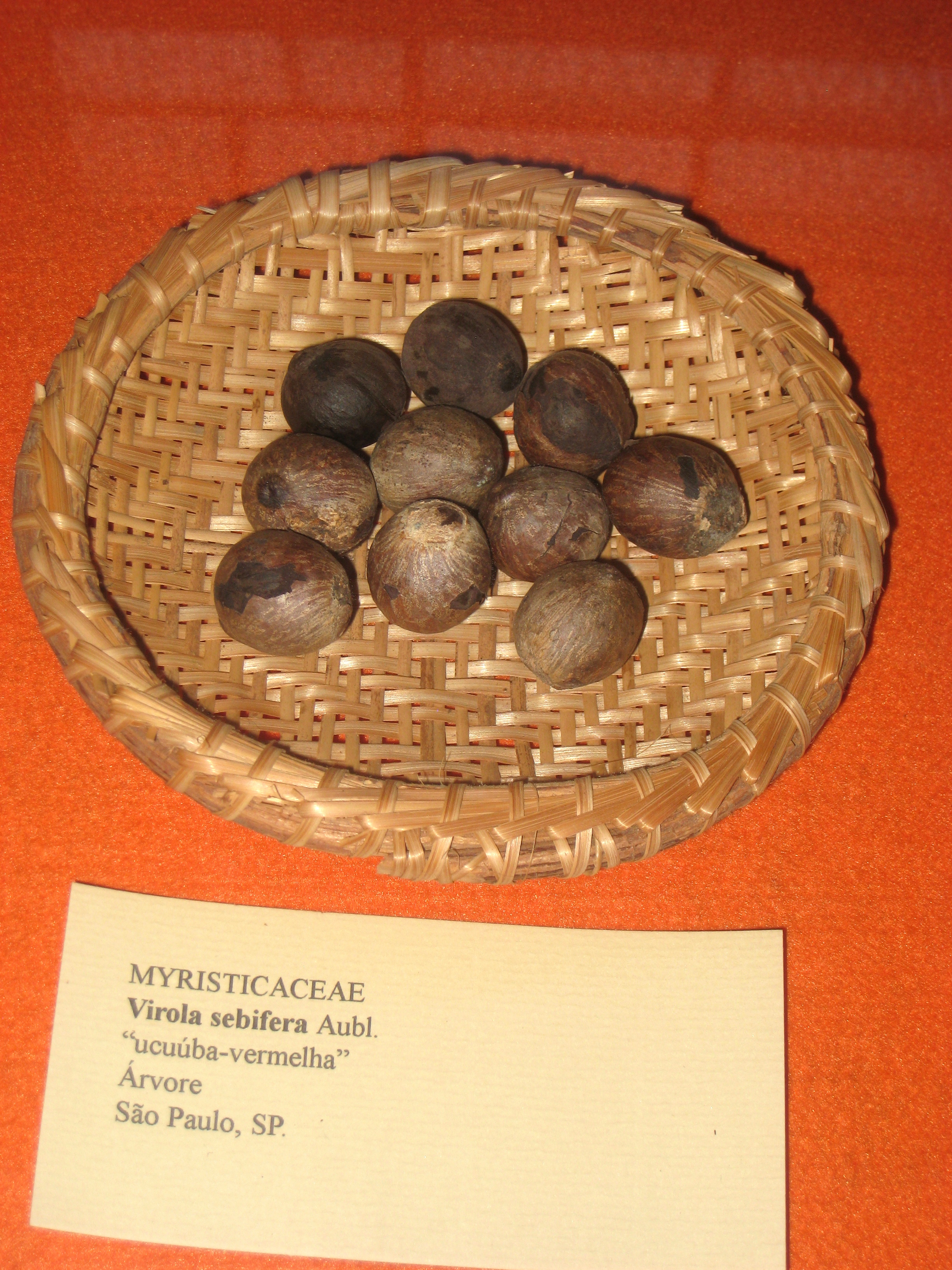
Frutti

Si presenta come un albero che cresce fino a 40 metri di altezza.
La corteccia è grossa e screpolata, leggermente lionata, il legno è biancastro e compatto. Il tronco si compone in cima di tantissimi rami storti e distesi, guerniti di foglie alterne, bislunghe, acute, verdi di sopra e coperte di sotto da una peluria, lunghe fino a 30 cm.
Il frutto è sferico, coriaceo, di colore verdastro e contiene un unico seme.

## Biochimica
La corteccia della pianta è ricca di tannini e dimetiltriptamina.

## Distribuzione e habitat
La specie è presente in Bolivia, Brasile, Colombia, Costa Rica, Ecuador, Guiana francese, Guyana, Honduras, Nicaragua, Panama, Perù, Suriname e Venezuela.

## Usi
In medicina è indicata per curare le infiammazioni della pelle e del periostio e per velocizzare i processi di infezione dei paterecci e degli ascessi superficiali. È spesso usata per rimedi omeopatici
Si utilizza il succo ottenuto mediante incisione della corteccia.